# Fluorescences
Fluorescences è un EP del gruppo musicale anglo-francese Stereolab, pubblicato nel 1996.

## Tracce
1. Fluorescences – 3:23
2. Pinball – 3:13
3. You Used to Call Me Sadness – 5:10
4. Soop Groove #1 – 13:06